# L'Enfant en moi
L'Enfant en moi (あの子の子ども, Ano ko no kodomo) est une série manga de Mamoru Aoi prépubliée dans le magazine shōjo Bessatsu Friend de l'éditeur Kōdansha depuis mai 2021. La version française est publiée par Kana.
En 2023, le manga remporte le 47e Prix du manga Kōdansha dans la catégorie shōjo.

## Médias
Écrite et illustrée par Mamoru Aoi, la série commence sa prépublication dans le magazine shōjo Bessatsu Friend de Kōdansha le 13 mai 2021. Les chapitres individuels de la série sont regroupés au format tankōbon avec un premier volume sorti le 13 septembre 2021.
En septembre 2022, Seven Seas Entertainment annonce avoir obtenu une licence pour la publication en anglais de la série sous le titre My Girlfriend's Child avec un premier volume sorti le 25 avril 2023. La version française est publiée par Kana avec un premier volume prévu pour le 12 janvier 2024.

### Liste des volumes
| no | Japonais          | Japonais          | Français        | Français          |
| no | Date de sortie    | ISBN              | Date de sortie  | ISBN              |
| -- | ----------------- | ----------------- | --------------- | ----------------- |
| 1  | 13 septembre 2021 | 978-4-06-524788-4 | 12 janvier 2024 | 978-2-5051-1826-8 |
| 2  | 13 janvier 2022   | 978-4-06-526435-5 | 15 mars 2024    | 978-2-5051-1827-5 |
| 3  | 13 mai 2022       | 978-4-06-527696-9 |                 |                   |
| 4  | 13 septembre 2022 | 978-4-06-529175-7 |                 |                   |
| 5  | 13 janvier 2023   | 978-4-06-530378-8 |                 |                   |
| 6  | 12 mai 2023       | 978-4-06-531727-3 |                 |                   |
| 7  | 13 septembre 2023 | 978-4-06-532997-9 |                 |                   |
| 8  | 13 mars 2024      | 978-4-0653-4633-4 |                 |                   |
| 9  | 9 août 2024       | 978-4-0653-5878-8 |                 |                   |

## Réception
La série est classée huitième sur la liste des bandes dessinées recommandées par Publisher Comics en 2022. La série se classe 14e de l'édition 2022 du guide Kono Manga ga sugoi! des meilleurs mangas pour les lectrices. En 2023, la série remporte le 47e Prix du manga Kōdansha dans la catégorie shōjo,.
Le mangaka Makoto Yukimura recommande le manga sur son compte Twitter en mai 2023, déclarant : « C'est un manga qui considère son thème avec beaucoup de sérieux et de sérieux. Le talent précis de Mamoru Aoi et son approche sérieuse de la création m'ont touché le cœur ».